# Giấy than

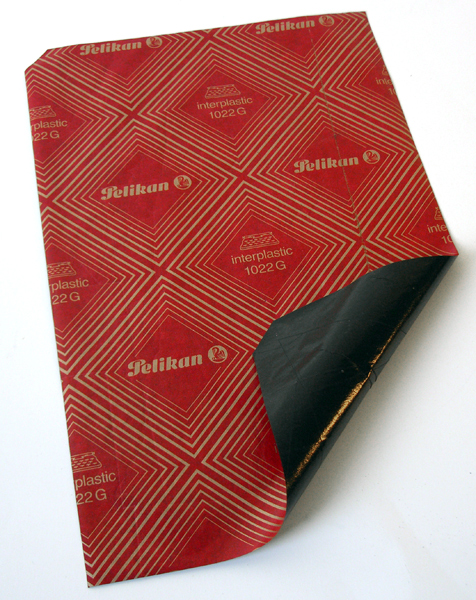
Một tờ giấy than, với mặt bọc than ở dưới

Giấy than hay giấy cacbon ban đầu giấy được phủ một mặt bằng một lớp mực khô hoặc bột màu phủ, gắn với sáp, được sử dụng để tạo một hoặc nhiều bản sao đồng thời với việc tạo một tài liệu gốc khi sử dụng máy đánh chữ hoặc bút bi. Việc sản xuất giấy carbon trước đây là nhà tiêu thụ lớn nhất của montan wax. Năm 1954, Công ty sản xuất Carbon & Carbon Columbia đã nộp bằng sáng chế cho thương mại được biết đến như là giấy carbon dung môi: lớp phủ được thay đổi từ gốc sáp sang gốc polymer. Quá trình sản xuất đã thay đổi từ phương pháp nóng chảy sang lớp phủ dung môi hoặc bộ lớp phủ. Sau đó, có thể sử dụng polyester hoặc màng nhựa khác làm chất nền, thay vì giấy, mặc dù tên vẫn là giấy carbon.

## Lịch sử
Năm 1801 Pellegrino Turri, một nhà sáng chế người Ý, đã sáng chế giấy than để cung cấp mực cho việc đánh chữ bằng máy cơ, một trong những máy đánh chữ đầu tiên. Ralph Wedgwood nhận được được bằng sáng chế đầu tiên cho giấy carbon trong năm 1806.
Giấy carbon là phương tiện tái tạo chính cho samizdat, một phương pháp xuất bản được sử dụng trong Liên Xô trước đây để xuất bản sách mà không phải sử dụng nhà in do nhà nước kiểm soát và có nguy cơ kiểm duyệt hoặc bị cầm tù là chuyện thường ngày.
Mặc dù việc sử dụng giấy carbon đã giảm xuống gần như không có gì, nhưng di sản sử dụng rộng rãi một thời của nó vẫn nằm trong tiêu đề của email, trong đó chữ viết tắt "cc" trong tiếng Anh là viết tắt của "bản sao cacbon", các bản sao dành cho người nhận không phải là người nhận chính.